# Julia Acker
Julia Acker  (Lemberg, 1898 – Lviv, 1942) zsidó származású lengyel festő.
Mivel a második világháború időszakából és Lengyelország német megszállásából sok feljegyzés hiányzik, lembergi születésének és a lvivi gettóban való halálának éve szerepel a Lviv-i Művészeti Galéria gyűjteményeiből származó kiállítási katalógusban.

## Élete
Az egész életét Lembergben és a környező közösségekben töltötte. Akkor született, amikor Lengyelország még az Osztrák–Magyar Monarchia része volt, Lemberg pedig a Birodalom keleti tartományában, Galíciában. Festészetet Leonard Podhorodecki Szabad Művészeti Akadémiáján tanult. Magánórákat vett a Pawel Gajewskinál, az első világháború után az újonnan független Lengyelországban. A zsidó közösség életéből jeleneteket, kompozíciókat, valamint gyermekportrékat és csendéleteket festett.
Lviv német megszállásának kezdetén, 1942-ben az állandó életveszély miatt öngyilkos lett, a lvivi temetőben temették el.
A munkáit Krakkóban, Stanisławówban (1936) és Poznańban (1937) is kiállította. A Varsói Nemzeti Múzeumban megtalálható egyik festménye.

## Képgaléria

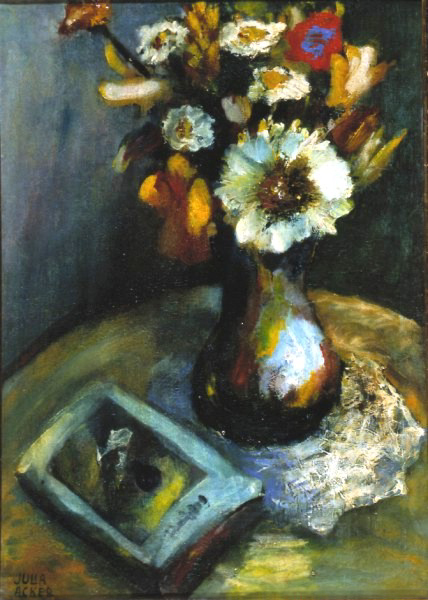
Színes virágok (1939)
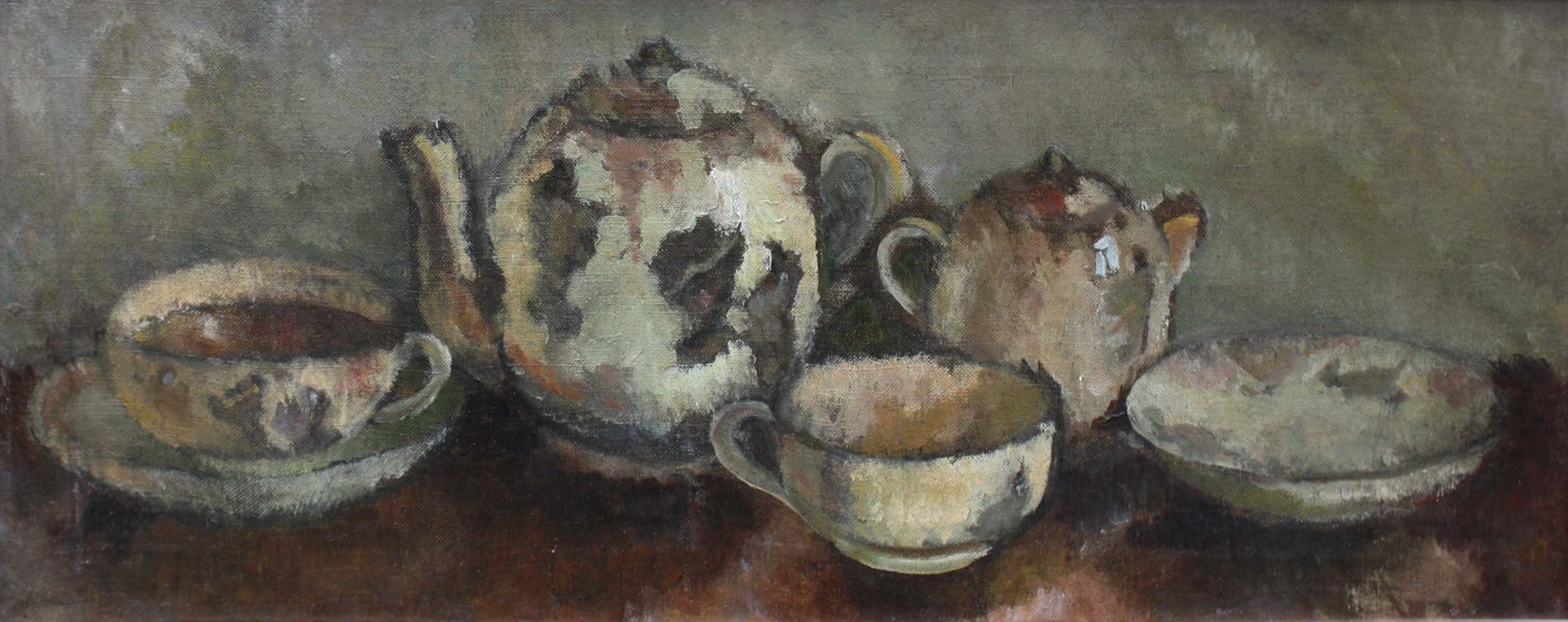
Teáskészlet (1942 előtt)
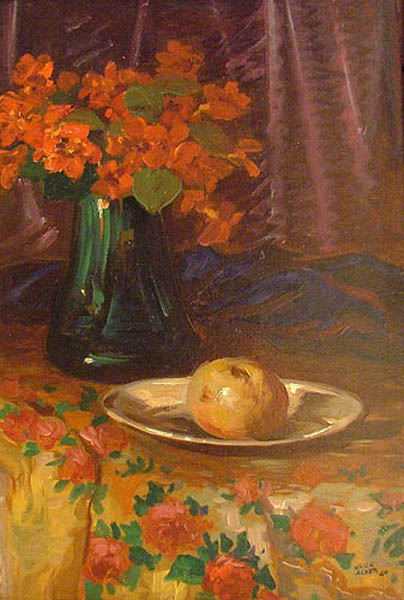
Csendélet (1940)

## Fordítás
- Ez a szócikk részben vagy egészben  a   Julia Acker című angol Wikipédia-szócikk ezen változatának fordításán alapul.  Az eredeti cikk szerkesztőit annak laptörténete sorolja fel. Ez a jelzés csupán a megfogalmazás eredetét és a szerzői jogokat jelzi, nem szolgál a cikkben szereplő információk forrásmegjelöléseként.